# Phòng Huyền Linh
Phòng Huyền Linh (chữ Hán: 房玄齡, 579 – 648), vốn tên là Kiều (乔), Huyền Linh là biểu tự, là một vị quan lại đời nhà Đường, nổi tiếng là một mưu sĩ, về sau làm chức quan Tư mã, Tể tướng và Tể phụ của Đường Thái Tông Lý Thế Dân.
Do công lao lớn giúp Đường Thái Tông, ông được liệt vào một trong 24 vị công thần được vẽ trong Lăng Yên các. Ông còn là chủ biên của Tấn thư, là một trong 24 bộ chính sử Trung Hoa.

## Tiểu sử

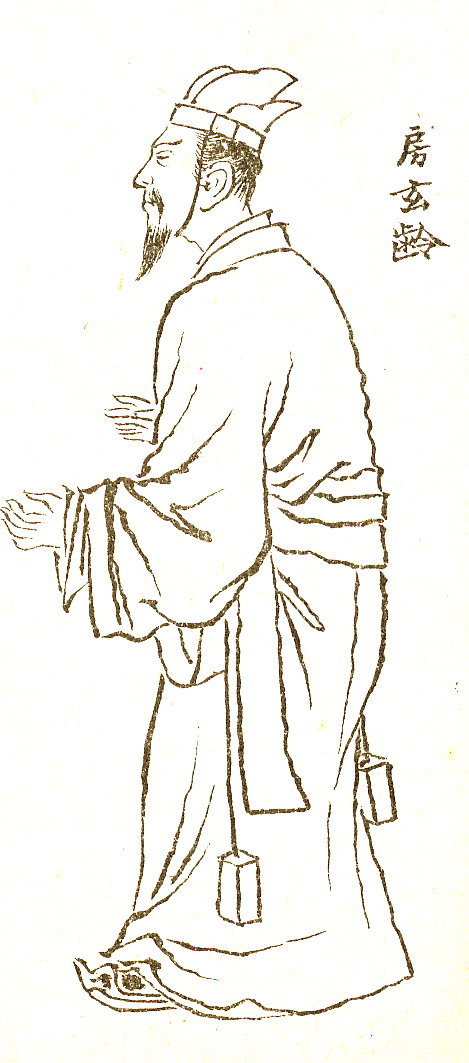
Phòng Huyền Linh theo tranh vẽ của họa sĩ người Nhật Kikuchi Yosai.

Phòng Huyền Linh là người Lâm Tri, Tề Châu (齐州; nay là Tri Bác, tỉnh Sơn Đông). Cha ông là Phòng Ngạn Khiêm (房彦謙), xuất thân Thanh Hà Phòng thị gia tộc, làm Huyện lệnh tại huyện Kính Dương. Mẹ ông xuất thân từ Lũng Tây Lý thị (陇西李氏), Cô Tang phòng, là đường tỉ muội của Lý Huyền Đạo (李玄道). Khi còn nhỏ, ông là người chịu khó, thông minh, cần cù, thông thạo kinh sách. Năm 594, ông đỗ Tiến sĩ tại bản châu, nhận chức Vũ Kỵ Úy (羽骑尉).
Cuối đời nhà Tuỳ, Tùy Dạng đế cùng tập đoàn thống trị ăn chơi sa đọa, bạo ngược, gây chiến tranh liên miên và bị thất bại, nhân dân phải chịu cuộc sống cực khổ, loạn lạc.
Năm 617, Lý Uyên (sau này là Đường Cao Tổ) đã dấy binh tranh quyền bính từ Tùy Dạng đế, được nhân dân khắp nơi ủng hộ. Cha con Lý Uyên đi đến đâu cũng thu nhận hào kiệt, dùng người tài. Nhân sĩ, trí thức khắp nơi xuống núi tìm minh chủ cho mình và Phòng Huyền Linh cũng là một trong số đó. Khi gặp được Phòng Huyền Linh, Lý Thế Dân rất mừng vì đã nghe tiếng ông từ lâu.
Tần vương Lý Thế Dân, là người con trai thứ 2, vốn có mâu thuẫn với Thái tử Lý Kiến Thành và Tề vương Lý Nguyên Cát là con trai thứ tư của Đường Cao Tổ, do việc tranh giành ngôi vua. Lý Thế Dân đã từng bị Tề vương đầu độc, may được cứu chữa kịp thời nên mới qua khỏi. Thấy tình hình như vậy, Phòng Huyền Linh đã bàn với Trưởng Tôn Vô Kị để giúp Lý Thế Dân đánh bại âm mưu của Tề vương cũng như Thái tử câu kết với nhau nhằm triệt hạ Lý Thế Dân. Lý Thế Dân đã bàn với các mưu sĩ phải hạ thủ 2 người này. Sự biến cửa Huyền Vũ nổi tiếng chính là nói về việc hạ thủ hai người này. Sự việc xảy ra nhanh chóng, Cao Tổ chẳng kịp làm gì và từ đó, mọi quyền hành đành giao phó cho Lý Thế Dân.
Năm 627, Lý Thế Dân lên ngôi, tức là Đường Thái Tông, đặt niên hiệu Trinh Quán, ban thưởng cho các trung thần. Phòng Huyền Linh, Trưởng Tôn Vô Kị, Uất Trì Kính Đức, Hầu Quân Tập và Đỗ Như Hối được phong tước công, hưởng nhiều bổng lộc. Trong những năm Đường Thái Tông bắt đầu cai trị, Phòng Huyền Linh thực sự là nhà tham mưu tốt về chính trị, quân sự và kinh tế. Ông được phong làm Trung thư lệnh, thuộc hàng cao cấp nhất.
Năm Trinh Quán thứ 3 (629), thăng Thượng thư Tả phó xạ. Năm Trinh Quán thứ 11 (637), gia phong tước vị Lương Quốc công (梁国公). Năm Trinh Quán thứ 16 (642), thăng làm Tư không, tổng lý triều chính.
Gia đình ông theo đó cũng hiển quý. Con trai cả Phòng Di Trực (房遺直) trở thành Thái trung Đại phu, kiêm chức Tư nghiệp ở Quốc tử giám. Người con trai thứ hai của ông Phòng Di Ái (房遺愛) thì trở thành phò mã, lấy Cao Dương công chúa. Con trai út Phòng Di Nghĩa (房遗义) làm Thái tử Xá nhân, Cốc Châu Thứ sử. Con gái đầu của ông được gả cho Hàn vương Lý Nguyên Gia (李元嘉), là con trai của Đường Cao Tổ. Người con gái út lấy Trịnh Nhân Khải (郑仁恺), làm Thứ sử Mật Châu và Bạc Châu.
Đến năm Trinh Quán thứ 14 (640), Đường Thái Tông lập Lý Trị làm Thái tử. Vào lúc này, Phòng Huyền Linh đã ở tuổi 70, được Hoàng đế cấc nhắc phong cho chức Thái phó của Thái tử. Càng về sau, Lý Thế Dân do thu được nhiều chiến công nên đã tỏ ra kiêu ngạo, ưa xiểm nịnh, đưa quân đi tàn sát nhiều người.
Năm Trinh Quán thứ 22 (648), quân Đường tiến đánh Cao Câu Ly, bị Phòng Huyền Linh phản đối mạnh mẽ: "Hiện nay Cao Câu Ly có xâm phạm nước ta đâu, tương lai họ cũng không dám gây chiến tranh xâm lược. Do đó chúng ta đánh Cao Câu Ly là hoàn toàn sai lầm". Đường Thái Tông nghe ra và đến năm Trinh Quan thứ 23 (649), sau khi Thái Tông băng hà, quân Đường rút về nước và cuộc chiến chấm dứt.
Tháng 6 năm Trinh Quán thứ 22 (648), ngày 18 tháng 8, Phòng Huyền Linh qua đời, thọ 71 tuổi. Ông được an táng tại Thái Thạch Sơn, Tế Nam, tỉnh Sơn Đông. Mộ Phòng Huyền Linh được đặt cạnh lăng tẩm Đường Thái Tông, ông được phong làm Tể phụ, thụy hiệu là Văn Chiêu (文昭).

## Tể tướng sợ vợ
Trước khi trở thành Tể tướng, Phòng Huyền Linh có cuộc sống rất nghèo khổ. Tuy nhiên, ông có người vợ là Lư thị rất xinh đẹp và nổi tiếng đức hạnh, chung thủy trước sau với chồng. Một lần ốm nặng, Phòng Huyền Linh cảm thấy mình sắp chết. Thấy vợ trẻ trung, không muốn để cho ở vậy, do đó, ông gọi vợ là Lư thị đến bảo rằng: "Tôi bệnh nguy quá, nàng tuổi còn trẻ không nên ở vậy. Liệu mà ăn ở cho tử tế với người chồng sau".
Khi nghe người chồng mình yêu thương nói vậy, vợ ông đã khóc nức nở. Chẳng nói chẳng rằng, Lư thị liền vào trong tự khoét một mắt bỏ đi. Hành động này của bà để cố ý chứng tỏ cho chồng biết rằng bà là người chí tình và nhất tâm với chồng. Dù chồng bất hạnh có chết đi, bà cũng không bao giờ lấy ai nữa. Hoặc cũng không ai muốn lấy bà vì bà đã thành tật. Chồng bà nếu có chết đi cũng có thể yên lòng. Ít lâu sau đó, nhờ vợ tận tâm cứu vớt, sau trận ốm gần chết, Huyền Linh khỏi bệnh. Sau đó, cũng nhờ vợ vun vén gia đình cho ông chuyên tâm vào việc học nên Huyền Linh cũng thi đỗ, làm quan đến chức Tể tướng.
Tuy cuộc sống đã không còn nghèo khổ nữa nhưng Huyền Linh vẫn một niềm yêu mến, kính trọng Lư thị vô cùng. Ông không bao giờ lấy người tì thiếp nào nữa. Người ngoài không biết, cho rằng ông sợ vợ vì nghĩ vợ ông có tính hay ghen. Một hôm, chuyện này đến tai vua Đường Thái Tông. Nhà vua rất tò mò và muốn thử Lư phu nhân. Vì thế một hôm nhà vua cho Hoàng hậu mời Lư thị vào cung và bảo: "Theo phép thường, các quan to vẫn có tì thiếp. Quan nhà ta tuổi đã cao, vua muốn ban cho một người mỹ nhân". Thế nhưng Lư thị nhất quyết không nghe.
Điều này làm nhà vua nổi giận lắm. Vua Đường Thái Tông nói rằng nếu không muốn cho chồng Huyền Linh có thê thiếp thì bản thân Lư thị phải uống chén thuốc độc. Nào ngờ, Lư Thị không ngần ngại cầm ngay chén rượu độc giả vua ban để uống hết ngay. Hành động này của vợ tể tướng khiến vua cũng phải nể sợ.

### Bị vợ đuổi ra khỏi nhà không cho về cũng không dám về
Một hôm, sau khi bãi triều, văn võ bá quan đều ra về duy chỉ có Phòng Huyền Linh vẫn đứng tại chỗ không ra về. Vua Đường Thái Tông thấy lạ lắm liền hỏi Tể tướng có điều gì muốn tâu vua nữa không. Được vua hỏi, Huyền Linh quỳ xuống khẩn khoản tâu vua rằng hôm nay ông đã bị vợ đuổi ra khỏi nhà và không cho về. Giờ ông không biết làm sao để có thể trở về nhà nên chỉ nghĩ ra mỗi cách cầu xin vua hạ lệnh để cho Lư thị phải để Tể tướng hồi gia.
Thấy vị tể tướng thông minh xuất chúng, học rộng tài cao, được mọi người ví như "Gia Cát Lượng của Nhà Đường" lại ở trong tình cảnh này, nhà vua trố mắt kinh ngạc và bật cười. Song trước thái độ cầu khẩn của Huyền Linh, ông đành phải ra lệnh cho vợ tể tướng để chồng được về nhà. Chính vì nể sợ vợ nên vợ chồng tể tướng Phòng Huyền Linh suốt đời kính yêu nhau.